# Andy dinókalandjai
Az Andy dinókalandjai vagy Dinoszaurusz kalandok Andyvel (eredeti címén Andy's Dinosaur Adventures) brit televíziós filmsorozat. John Miller rendezte, a főszerepben Andy Day látható. A British Broadcasting Corporation készítette, az Albatros Film és a CBeebies forgalmazta. Nagy-Britanniában a CBeebies mutatta be. Magyarországon a Digi Animal World és az M2 adta le.

## Ismertető
A történetből sok megismerhető a dinoszauruszokról. Andy, a főhős, aki egy természet tudományi múzeumban dolgozik. Hatty a munkatársa, aki egy dinoszaurusz szakértő. Andynek van egy régi varázsórája, amellyel visszamegy több millió évet az időben. Pontosan a dinoszauruszok idejéig megy vissza, hogy megszerezze Hattynek azt, ami hiányzik az aktuális tárlatából. Összetart a dinoszauruszokkal, hogy megtalálja a hiányzó dolgokat. Amíg az ősidőkben jár, addig sok érdekeset tud meg a dinoszauruszokról.

## Szereplők
| Szereplő | Színész       | Magyar hang               | Magyar hang                                              | Leírás                                                                                        |
| Szereplő | Színész       | 1. magyar változat (MTVA) | 2. magyar változat (Digi Animal World (hangalámondásos)) | Leírás                                                                                        |
| -------- | ------------- | ------------------------- | -------------------------------------------------------- | --------------------------------------------------------------------------------------------- |
| Andy     | Andy Day      | Fehér Tibor               | Szabó Máté                                               | A természet tudományi múzeum dolgozója, varázsóra segítségével vissza tud utazni az ősidőkbe. |
| Hatty    | Kate Copeland | Németh Kriszta            | Szabó Zselyke                                            | Andy kollégája, szüksége van pár dologra az ősidőkből.                                        |

## Epizódok
| #   | Magyar cím (M2)                       | Eredeti cím                     | Eredeti premier (CBeebies) | Magyar premier (M2) |  |
| --- | ------------------------------------- | ------------------------------- | -------------------------- | ------------------- |  |
|     |                                       |                                 |                            |                     |  |
| 1.  | A T-Rex és a vulkán                   | T-Rex and Pumice                | 2014. február 17.          | 2015. április 11.   |  |
|     |                                       |                                 |                            |                     |  |
| 2.  | Diplodocus és a páfrány               | Diplodocus and Fern             | 2014. február 18.          | 2015. április 18.   |  |
|     |                                       |                                 |                            |                     |  |
| 3.  | Leaellynasaura és a tojás             | Leaellynasaura and Egg          | 2014. február 19.          | 2015. április 25.   |  |
|     |                                       |                                 |                            |                     |  |
| 4.  | Eustreptospondylus és az ammoniteszek | Eustreptospondylus and Ammonite | 2014. február 20.          | 2015. május 2.      |  |
|     |                                       |                                 |                            |                     |  |
| 5.  | Iberomesornis és a toll               | Iberomesornis and Feather       | 2014. február 21.          | 2015. május 9.      |  |
|     |                                       |                                 |                            |                     |  |
| 6.  | Triceratops és a szarv                | Triceratops and Horn            | 2014. február 24.          | 2015. május 16.     |  |
|     |                                       |                                 |                            |                     |  |
| 7.  | Cynodont és a zuzmó                   | Cynodont and Lichen             | 2014. február 25.          | 2015. május 23.     |  |
|     |                                       |                                 |                            |                     |  |
| 8.  | Iguanodon lábnyom                     | Iguanadon Footprint             | 2014. február 26.          | 2015. május 30.     |  |
|     |                                       |                                 |                            |                     |  |
| 9.  | Coelophysis és a hal                  | Coelophysis and Fish            | 2014. február 27.          | 2015. június 6.     |  |
|     |                                       |                                 |                            |                     |  |
| 10. | Ornithocheirus és a homok dollár      | Ornithocheirus and Sand Dollar  | 2014. február 28.          | 2015. június 13.    |  |
|     |                                       |                                 |                            |                     |  |
| 11. | Allosaurus és a szitakötők            | Allosaurus and Dragonfly        | 2014. március 3.           | 2015. június 20.    |  |
|     |                                       |                                 |                            |                     |  |
| 12. | Placerias és a vörös agyag            | Placerias and Red Clay          | 2014. március 4.           | 2015. június 27.    |  |
|     |                                       |                                 |                            |                     |  |
| 13. | Muttaburrasaurus és a bogyók          | Muttaburrasaurus and Berries    | 2014. március 5.           | 2015. július 4.     |  |
|     |                                       |                                 |                            |                     |  |
| 14. | Brachiosaurus és a majomfarok-fenyő   | Brachiosaurus and Monkey Puzzle | 2014. március 6.           | 2015. július 11.    |  |
|     |                                       |                                 |                            |                     |  |
| 15. | T-Rex és lenyomata                    | T-Rex and Imprint               | 2014. március 7.           | 2015. július 18.    |  |
|     |                                       |                                 |                            |                     |  |
| 16. | Stegosaurus és a festékek             | Stegosaurus and Painting        | 2014. március 24.          | 2015. július 25.    |  |
|     |                                       |                                 |                            |                     |  |
| 17. | Diplodocus és a ganajtúró bogár       | Diplodocus and Dung             | 2014. március 25.          | 2015. augusztus 1.  |  |
|     |                                       |                                 |                            |                     |  |
| 18. | Postosuchus és a fog                  | Postosuchus and Teeth           | 2014. március 26.          | 2015. augusztus 8.  |  |
|     |                                       |                                 |                            |                     |  |
| 19. | T-Rex és a bömbölés                   | T-Rex and Roar                  | 2014. március 27.          | 2015. augusztus 15. |  |
|     |                                       |                                 |                            |                     |  |
| 20. | Allosaurus és a só                    | Allosaurus and Salt             | 2014. március 28.          | 2015. augusztus 22. |  |
|     |                                       |                                 |                            |                     |  |